# Rue du Repos (Stains)
Pour l’article homonyme, voir Rue du Repos.
La rue du Repos est une voie du centre historique de Stains.

## Situation et accès

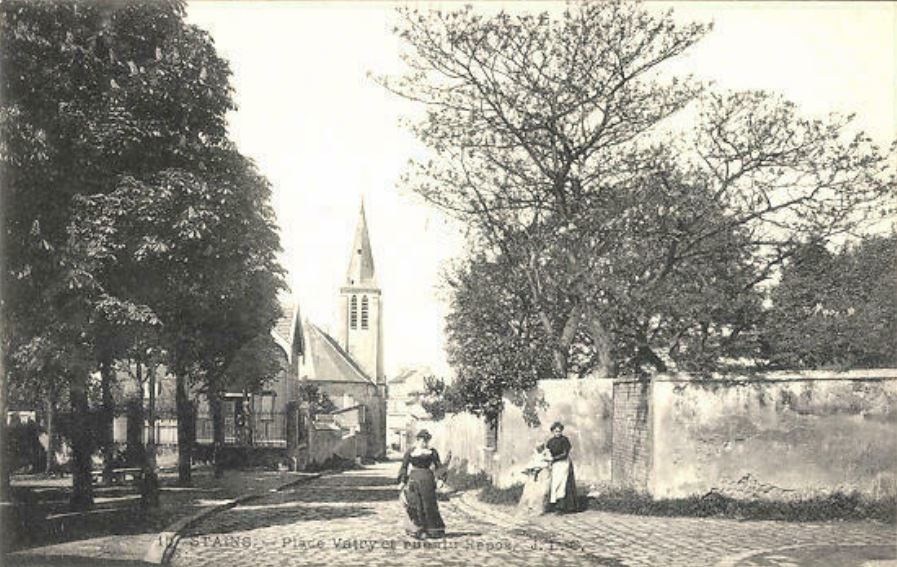
Rue du Repos et la place Vatry, aujourd'hui place Henri-Barbusse.

Cette rue orientée d'ouest en est commence son tracé dans l'axe de la rue Jean-Durand, croise l'avenue Marcel-Cachin et se termine à la voie ferrée.
Elle est desservie par la gare de Stains-La Cerisaie.

## Origine du nom

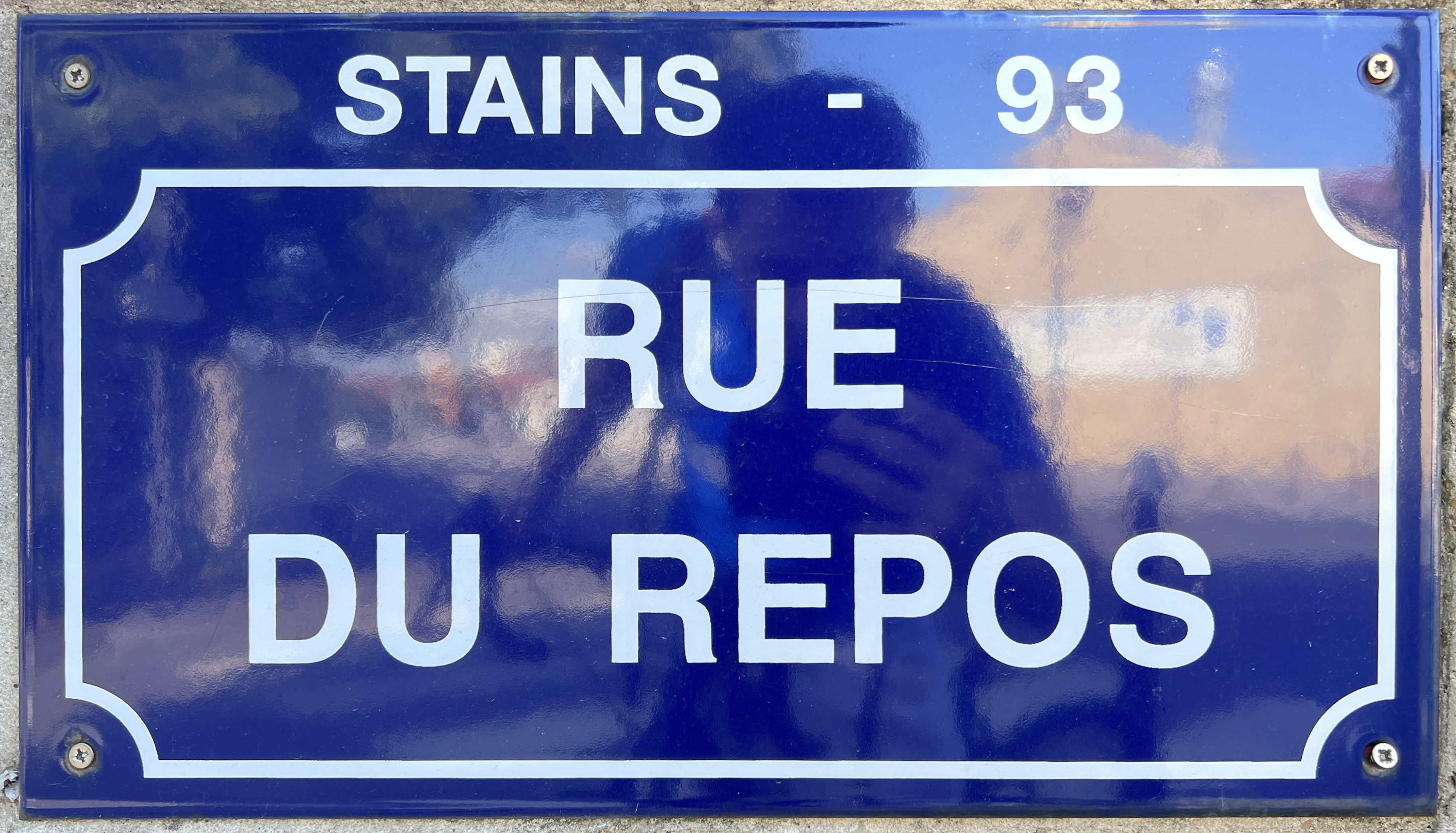
Plaque Rue du Repos, août 2022.

L'origine de ce toponyme est inconnue. Il est peut-être à rapprocher de l'existence du cimetière communal de Stains, tout proche, vers lequel elle mène depuis l'église.
Notons qu'en 1901, Eugène Atget la désigne sous le toponyme de chemin de l'Église.

## Historique

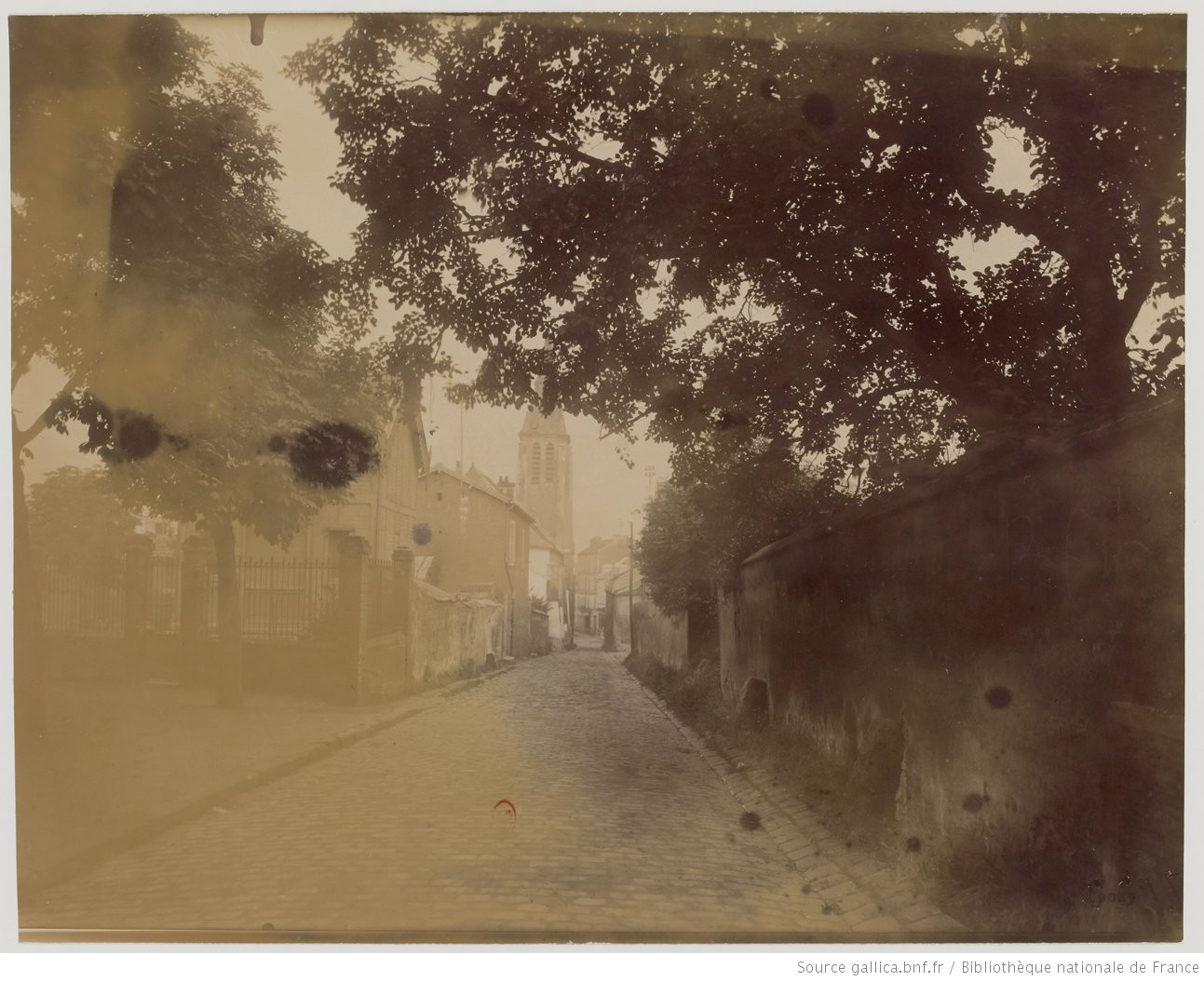
Le chemin de l'Église, photographie d'Eugène Atget, 1901.

Cette rue se prolongeait autrefois vers l'est, jusqu'à ce qu'elle soit interrompue par la ligne de Grande Ceinture, ouverte dès 1875, devenue aujourd'hui sur ce tronçon la ligne 11 du tramway d'Île-de-France. Il fut dans un premier temps possible, par un passage à niveau, de rejoindre la rue du Moutier, dans son alignement. Par la suite, ce passage, qui existait encore en 1979, fut supprimé. Il a toutefois été remplacé en 2014 par un passage souterrain réservé aux piétons.

## Bâtiments remarquables et lieux de mémoire
- Église Notre-Dame-de-l'Assomption de Stains.

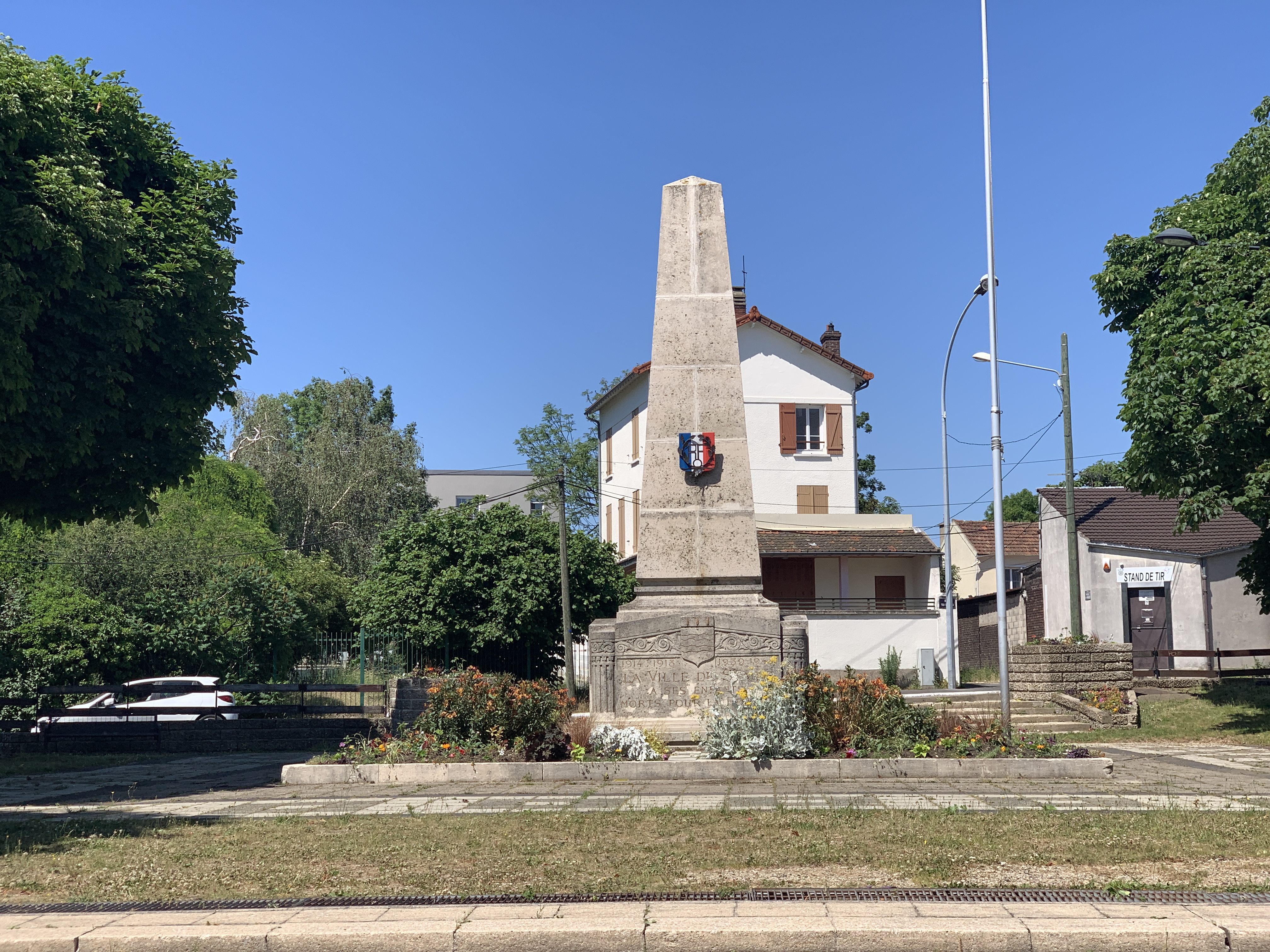
Monument aux morts, Stains, 2020.

- Monument aux morts de la première guerre mondiale[2].
- Maison de retraite Saint-Vincent-de-Paul, tenue par la Fondation de l'Œuvre de La Croix Saint-Simon. Cet établissement fut créé en 1893 par les Filles de la charité de Saint-Vincent-de-Paul[3], qui ouvrirent aussi l’hôpital de la Charité de Stains en 1723[4].
- Site d'entraînement d'une société de tir sportif dénommée Les Flobertistes, et créée le 21 janvier 1882[5].